# Athenaeum Könyvtár
Az Athenaeum könyvtár  egy 20. század eleji magyar szépirodalmi könyvsorozat volt. 

## Története
A 19. század végétől – 20. század elejétől folyamatosan jelentek meg kisebb-nagyobb szépirodalmi könyvsorozatok. Ezek közül többet az Athenaeum Irodalmi és Nyomdai Rt. adott ki. A kiadó 1911-ben új sorozatot indított Athenaeum Könyvtár néven, amely kis méretű (16 cm x 11 cm-es) kötetekben kortárs magyar és külföldi szépirodalmi (és néhány népszerű–ismeretterjesztő) munkákat bocsátott a nagyközönség elé, változó, kb. 200–500 oldalas kötetekben.

## Díszítése
A sorozat többféle borítóval jelent meg:
- jellemző, és talán leginkább elterjedt forma a világoskék borító volt, amelyen Basch Árpád növényi koszorút utánzó fekete[1] díszítése szerepelt.
- gyakran egyszínű piros borítóban láttak napvilágot a kötetek, arany négyzetekből álló gerincdíszítéssel[2]
- előbbi lila borítóval is ismert (ugyanúgy arany gerincdíszítéssel)[3]
- létezett sötétkék borítójú változat is, erre azonban elől a kiadót jelző „A” iniciálé, a gerincre pedig függőleges arany sávozás került[4]
- olykor találkozni egyedi (a mű tartalmához kapcsolódó) ábrás-papírborítós példányokkal, ezek alatt azonban az előbbi vászonkötéses verziók vannak[5]

## Részei
A sorozat a következő köteteket tartalmazta:
- 1. Kóbor Tamás: Komédiák. 424 l.
- 2. Biró Lajos: Glória és más novellák. 444 l.
- 3. Balzac, Honoré: A szamárbőr. Ford.: Harsányi Kálmán. 387 l.
- 4. Zola, Emile: Pascal orvos. Reg. Ford.: Cserhalmi Irén–Gerő Attila. 448 l.
- 5. Dickens: Két város. Reg. Ford.: Bálint Mihály. 448 l.
- 6. France, Anatole: A pinguinek szigete. Regény. Ford.: Bölöni György. 320 l.
- 7. Csehov: Az orvos felesége és más elbeszélések. 376 l.
- 8-9. Bölsche Vilmos: Szerelem az élők világában. A szerelem fejlődéstörténete és földi vándorútja. Ford.: Kremmer Dezső–Merényi József–Sidó Zoltán–Wildner Ödön. 2 köt. 575 + 576 l.
- 10. Tolsztoj Leó: Hadzsi-Murát. Reg. Az ördög. Elbeszélés. Ford.: Barta Irén. 374 l.
- 11. Voss Richárd: A költő és az asszony. (A Falconieri villa.) Ford.: Gerő Attila. 383 l.
- 12. Tóth Béla: A boldogasszony dervise és egyéb elbeszélések. 376 l.
- 13. Maupassant, Guy de: Egy élet. Regény. Ford.: Adorján Andor. 372 l.
- 14. Meyer C. F.: A barát násza és egyéb novellák. Ford.: Lányi G. Viktor. 440 l.
- 15. Heltai Jenő: A hét sovány esztendő és más elbeszélések. 383 l.
- 16. Geijerstam Gusztáv: Az öcsike. Egy házasság története. Az örök rejtély. Két. regény. 383 l.
- 17. France, Anatole: Az istenek szomjaznak. Regény. Ford.: Bölöni György. 383 l.
- 18. Jensen [Johannes Wilh.]: D’Ora asszony. Regény. Ford.: Karinthy Frigyes. 381 l.
- 19. D’Annunzio Gabriele: A tűz. 448 l.
- 20. Murger, Henri: Bohém világ. Ford.: Komor Gyula. 499 l.
- 21. Szini Gyula: A rózsaszínű hó. Novellák. 383 l.
- 22–23. Hugo Victor: A párisi Notre-dame. Ford.: Benedek Marcell. 2 k. 372 + 448 l.
- 24. Sudermann, Herman: Egyszer volt. Regény. Ford.: Béla Henrik. 576 l.
- 25. Gorkij, Maxim: Az anya. Társadalmi regény. Ford.: Bárd Imre. 512 l.
- 26. Kellermann, B[ernhardt]: Az alagút. Regény. Ford.: Nitsch Lőrinc. 510 l.
- 27. Heijermans, Herman: A vörös kalóz. Regény. A fecskecsalád a levegőben. Elbeszélés. Ford.: Balla Mihály. 512 l.
- 28. Móricz Zsigmond: Kerek Ferkó. Regény. A cigány malaca. Elb. 377 l.
- 29. Schnitzler Arthur: Guszti hadnagy és egyéb elbeszélések. Ford.: Roboz Andorné. 383 l.
- 30. Maupassant: Horla és egyéb elbeszélések. Ford.: Kelen Ferenc–Siklóssy József. 382 l.
- 31. Kóbor Tamás: Cognac-idillek. Novellák. 382 l.
- 32. Dell, E. M.: A sas útja. Ford.: Katinszky Beatrice. 443 l. – 2. kiad. 1913.
- 33–34. Mereskovszki Dimitrij: Leonardo da Vinci. Történeti regény. Ford.: Hönigschmied Oszkár. 1–2. k. 574 + 447 l.
- 35. Szemere György: Két világ. Reg. 374 l.
- 36. Linnankoski Johannes: Dal a tűzpiros virágról. Regény. Finnből ford.: Sebestyén Irén. 383 l.
- 37. Heyking, Elisabeth: Csun. Reg. Ford.: Holló Márton. 307 l.
- 38. Méray-Horváth Károly: Amerika cézárja. 535 l.
- 39. Twain Mark: Az 1.000.000 fontos bankó és más novellák. Ford.: Bálint Lajos. 368 l.
- 40. Szemere György: Apró regények és esetek. 25 novella. 317 l.
- 41. Szederkényi Anna: Amíg egy aszszony eljut odáig. Regény. 351 l.
- 42. Janson, Gusztáv: Costa Negra. Egy vállalkozás története. Kalandos regény. 416 l.
- 43. Babits Mihály: A gólyakalifa. [Regény.]319 l.
- 44. Dumas Sándor: Fekete tulipán. Ford.: Hevesi Sándor. 333 l.
- 45. Daudet, Alfonz: Sappho. Párisi erkölcsregény. Ford.: Kéri Pál. 369 l.
- 46. Kálnoki Izidor: Klárika doktor. Regény. 319 l.
- 47. Kuprin Ivánovics Sándor: A párbaj. Regény az orosz katonai életből. Ford: Balla Mihály. 324 l.
- 48. Berde Mária: Az örök film. Müncheni regény. 297 l.
- 49. Mason, E. W.: A mentő tanu. Regény. Ford.: Esty Jánosné. 320 l.
- 50. Farrère, Claude: A csata. Regény. Ford.: Szatmári Jenő. 320 l.
- 51. Stacpoole, H. de Vere: A csendes mocsarak. Angol regény. Ford.: Balla Mihály. 160 l.
- 52. Farrère, Claude: Aki ölt. Regény. Ford.: Kosztolányi Dezső. 300 l.
- 53. Rosny, J. H.: A tűz meghódítása. Regény az őskorból. Ford.: Laky Margit. 308 l.
- 54. Bródy Sándor: A nap lovagja. Regény. 256 l.
- 55. Balzac, Honoré de: Cézár Birotteau. 235 l.
- 56. Farrère, Claude: A kis szövetségesek. Ford.: ifj. Bókay János. 351 l.
- 57. Lieblein, Szeverin: Kiszmet. Marokkói regény. Norvég nyelvből ford.: Balla Mihály. 263 l.
- 58. Richepin, Jean: A lépvessző. Ford.: Sztrókay Kálmán. 255 l.
- 59. [Nem jelent meg.]
- 60. Heller, Frank: Collin úr kalandjai. Regény. Ford.: Balla Mihály. 280 l.
- 61. Loti, Pierre: Krizantém asszony. Ford.: Vészi Margit. 245 l.
- 62. Cholnoky László: Piroska. Reg. 314 l.
- 63. Leroux, Gaston: Halál után. Ford.: Salgó Ernő. 295 l.
- 64. Gorkij, Maxim: Gyermekéveim. 317 l.
- 65. Krúdy Gyula: A podolini kísértet. Regény. 284 l.
- 66. Heller, Frank: A nagyherceg pénzügyei. Regény. Ford.: Balla Mihály. 304 l.
- 67. Szederkényi Anna: A végzet és egy rongybaba. Regény. 283 l.
- 68. Kosáryné Réz Lola: Filoména. Az Athenaeum regénypályázatának 15.000 koronás díjával jutalmazott munka. 285 l.
- 69. Haggard, Rider H.: Jess. Regény. Angolból ford.: Balla Mihály. 336 l.
- 70. Balzac, Honoré de: De Langeais hercegasszony. Regény. Ford.: Moly Tamás. 284 l.
- 71. Leblanc, Maurice: Az üvegdugó. Lupin Arsčne kalandja. Ford.: Baróti Lajos. 304 l.
- 72. Szilágyi Sándor: Mint a főnixmadár. Regény. 287 l.
- 73. Weymann, Stanley: A bíboros szolgálatában. Angolból ford.: Turchányi Tihamér. 287 l.
- 74–75. Balzac, Honoré de: Széplányok tündöklése és nyomorúsága. Ford.: Laczkó Géza. 2 köt. 317 + 328 l.

## Képtár

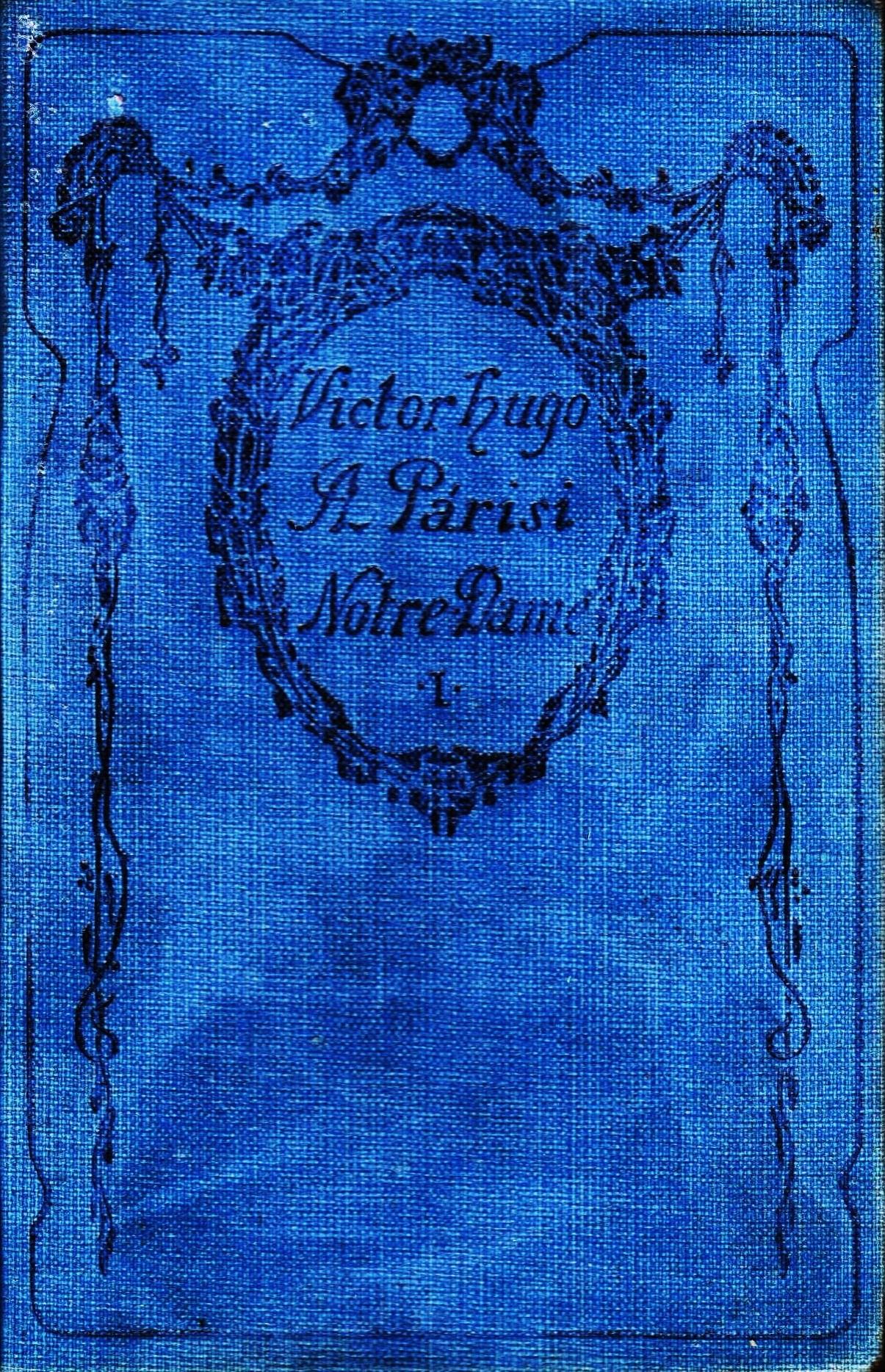
Victor Hugo: A párisi Notre Dame
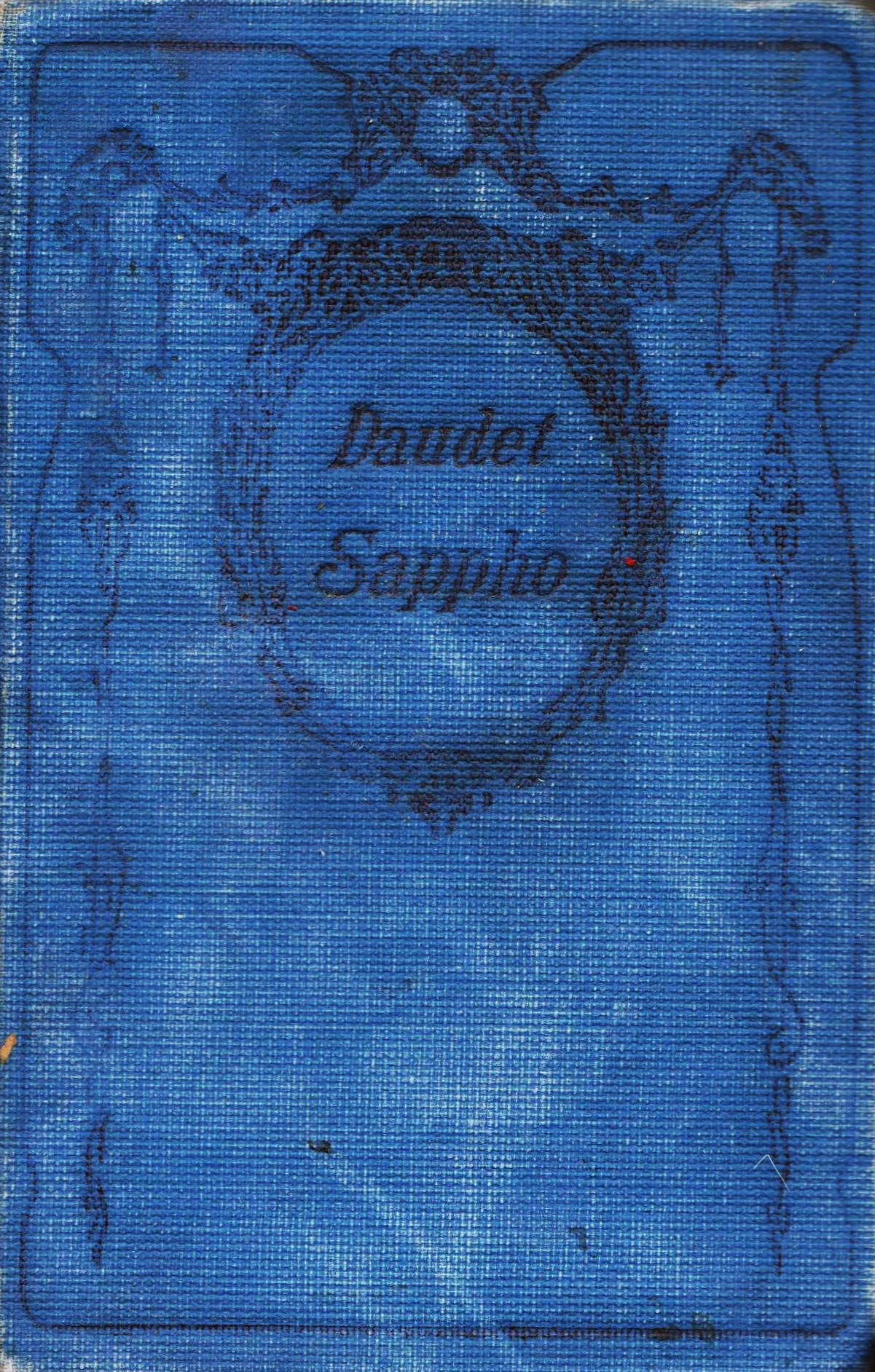
Daudet: Sappho
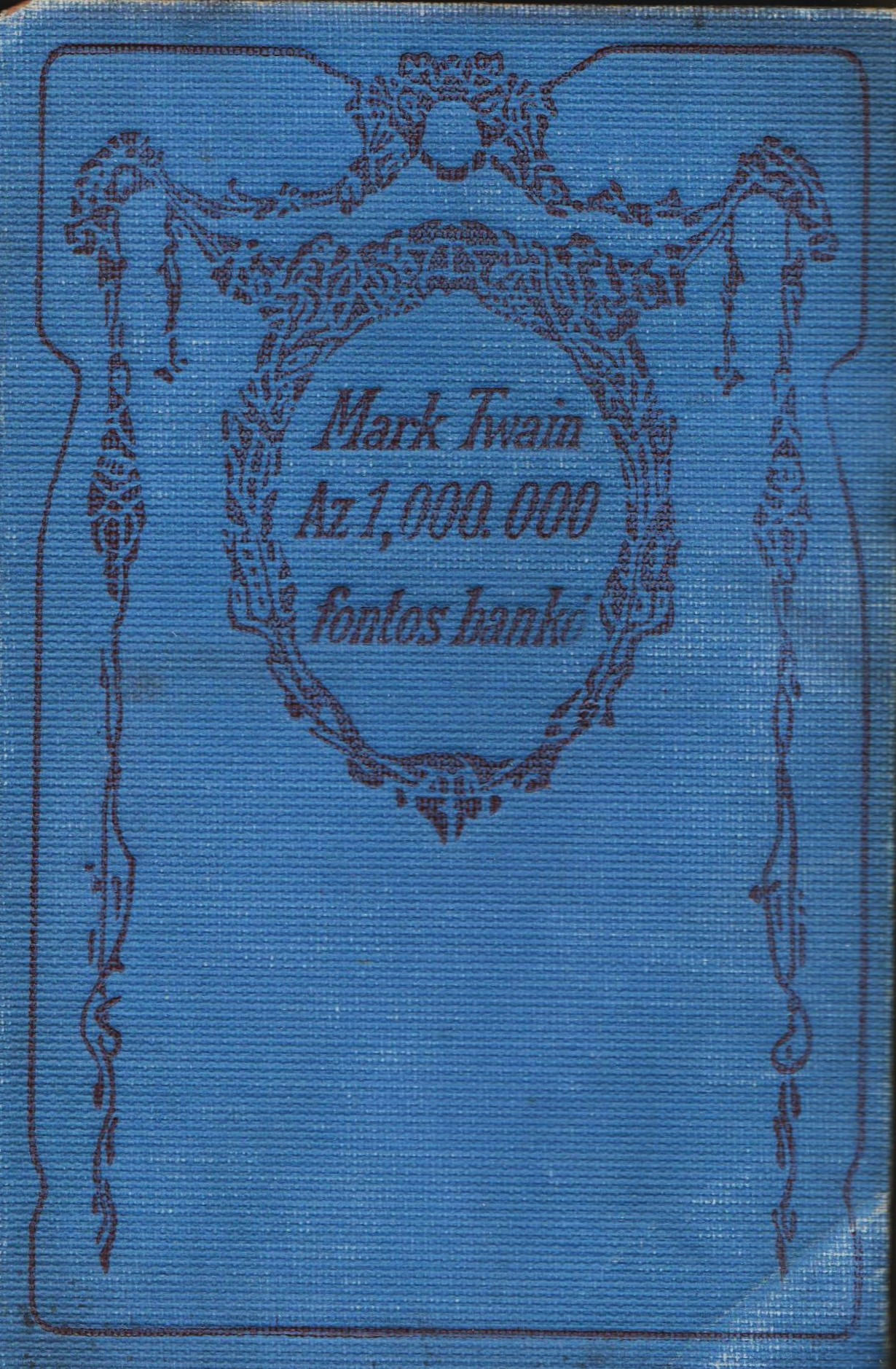
Mark Twain: Az 1,000.000 fontos bankó
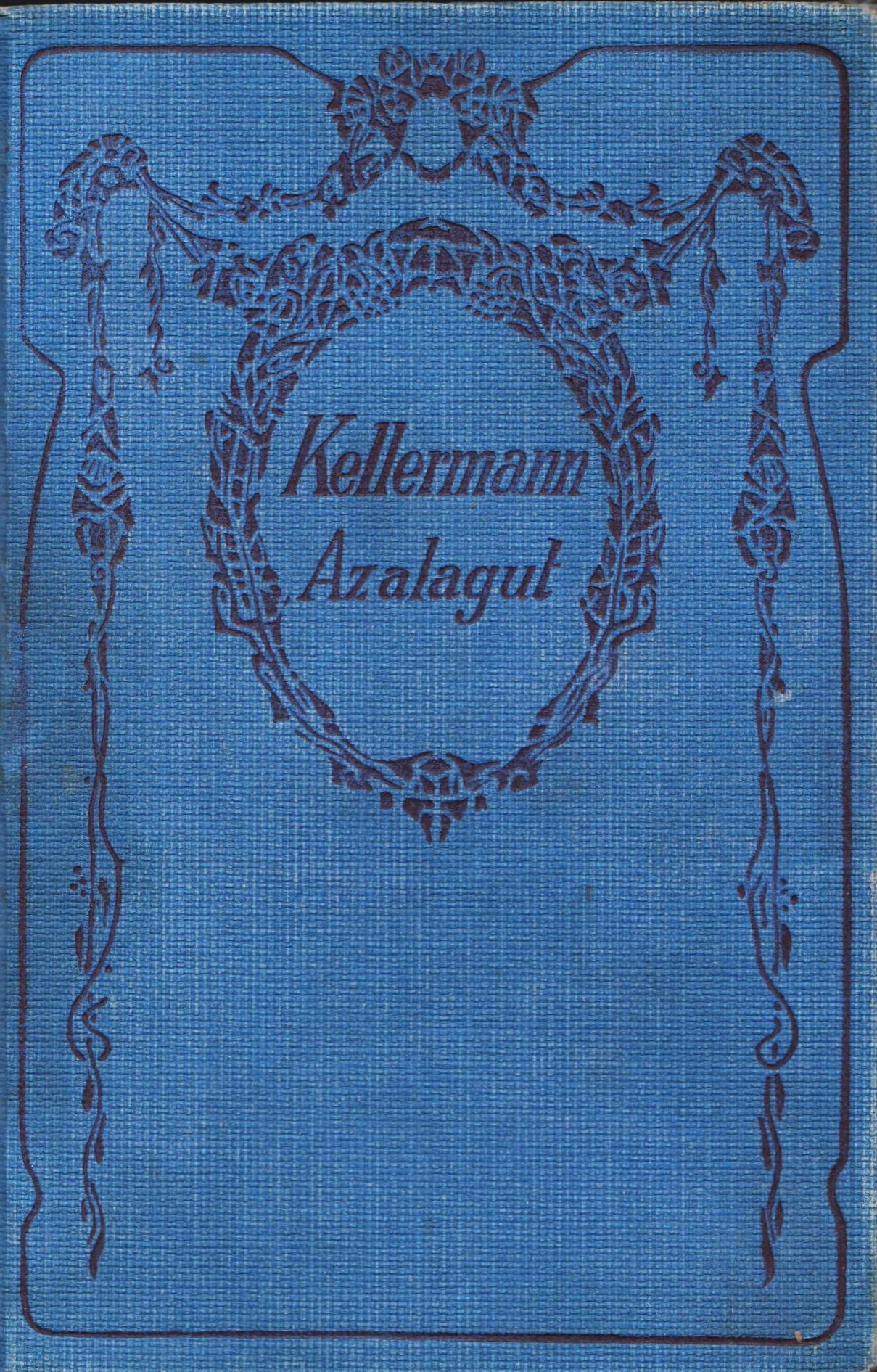
Kellermann: Az alagut